# 六池河
六池河，是中国长江流域的一条河流，汇入乌江中游左岸，属于乌江水系。河长98千米，流域面积2132平方千米，多年平均流量36立方米每秒。自然落差470米。水能理论蕴藏量2万千瓦。